# Ороль Санчес, Хавьер
Хавьер Ороль Санчес (исп. Javier Orol Sánchez; 4 апреля 1973, Мадрид, Испания), более известный как просто Ороль — испанский футболист, игрок в мини-футбол. Защитник испанского клуба «Кампинг Эль-Эскориаль». Выступал за сборную Испании по мини-футболу.

## Биография
Ороль начинал карьеру в «Боадилье», а в 1995 году перебрался в «Каха Сеговия». Именно с сеговийским клубом он выиграл свои первые трофеи: чемпионат Испании, три кубка и два суперкубка. Также испанский защитник помог своему клубу одержать победу в Турнире Европейских Чемпионов 2000 года и получить титул сильнейшей команды Европы.
В 2000—2004 годах Ороль выступал за «Бумеранг Интервью». С ним он выиграл ещё три титула чемпиона Испании, два кубка и четыре суперкубка. Помимо этого он вновь стал обладателем главного клубного трофея Европы — Кубка УЕФА по мини-футболу сезона 2003/04. После этого Ороль играл за «Полярис Уорлд Картахена» и «Аскар Луго». В 2009 году он перешёл в клуб Серебряного дивизиона «Кампинг Эль-Эскориаль».
Ороль сыграл 76 игр за сборную Испании по мини-футболу. Он стал с ней двукратным чемпионом мира и Европы по мини-футболу.

## Достижения
- Чемпион мира по мини-футболу (2): 2000, 2004
- Чемпион Европы по мини-футболу (2): 2001, 2005
- Бронзовый призёр чемпионата Европы по мини-футболу 2003
- Победитель Турнира Европейских Чемпионов 2000
- Обладатель Кубка УЕФА по мини-футболу 2003/04
- Чемпион Испании по мини-футболу (4): 1998/99, 2001/02, 2002/03, 2003/04
- Обладатель Кубка Испании по мини-футболу (5): 1998, 1999, 2000, 2003, 2004
- Обладатель Суперкубка Испании по мини-футболу (6): 1998, 1999, 2001, 2002, 2003, 2004